# 4344 Букстегуд
4344 Букстегуд (4344 Buxtehude) — астероїд головного поясу, відкритий 11 лютого 1988 року.
Тіссеранів параметр щодо Юпітера — 3,207.